# (333) Badenia
(333) Badenia – planetoida z grupy pasa głównego asteroid okrążająca Słońce w ciągu 5 lat i 199 dni w średniej odległości 3,13 j.a. Została odkryta 22 sierpnia 1892 roku w Landessternwarte Heidelberg-Königstuhl w Heidelbergu przez Maxa Wolfa. Nazwa planetoidy pochodzi od Badenii, krainy w Niemczech.